# Aljezur
Aljezur (en arabe : الجزر Al-Juzur "les îles") est une municipalité (en portugais : concelho ou município) du Portugal, située dans le district de Faro et la région de l'Algarve.

## Géographie
Aljezur est limitrophe :
- au nord, de Odemira, dont elle est séparée par le cours de la Ribeira de Seixe,
- à l'est, de Monchique,
- au sud-est, de Lagos,
- au sud-ouest, de Vila do Bispo,
- à l'ouest, de l'océan Atlantique, le littoral faisant partie du parc naturel du Sud-Ouest Alentejano et Costa Vicentina.

## Lieux d'intérêt
- Ribat d'Arrifana, site archéologique
- Château d'Aljezur

## Économie

### Production
Depuis 2009, la Batata doce de Aljezur (en français, la patate douce d'Aljezur) est enregistrée comme Indication géographique protégée.

## Démographie
| 1801  | 1849  | 1900  | 1930  | 1960  | 1981  | 1991  | 2001  | 2004  |
| ----- | ----- | ----- | ----- | ----- | ----- | ----- | ----- | ----- |
| 1 790 | 2 780 | 5 053 | 6 977 | 8 139 | 5 059 | 5 006 | 5 288 | 5 322 |

| 2011  | - | - | - | - | - | - | - | - |
| ----- | - | - | - | - | - | - | - | - |
| 5 884 | - | - | - | - | - | - | - | - |

## Subdivisions
La municipalité d'Aljezur groupe 4 paroisses (en portugais : freguesias) :
- Aljezur
- Bordeira
  - Carrapateira, village de la paroisse de Bordeira
- Odeceixe
- Rogil